# المصابيح الطالعة (سيدي شيكر)
المصابيح الطالعة هي إحدى مشيخات المملكة المغربية، تتبع جغرافيا لإقليم اليوسفية وإداريًا لسيدي شيكر. يقدر عدد سكانها بـ 8499 نسمة حسب الإحصاء الرسمي للسكان والسكنى لسنة 2004.